# 圣埃利特 (热尔省)
圣埃利特（法語：Saint-Élix-Theux）是法国热尔省的一个市镇，属于米朗德区（Mirande）米朗德县（Mirande）。该市镇总面积8.37平方公里，2009年时的人口为114人。

## 人口
圣埃利特人口变化图示